# Högsbo (stadsdelsnämndsområde)
Högsbo var ett stadsdelsnämndsområde i Göteborgs kommun under åren 1989–2010, vilket den 1 januari 2011 gick upp i stadsdelsnämndsområdet Askim-Frölunda-Högsbo, efter att under 2010 varit sammanslaget med stadsdelsnämndsområdet Frölunda.
Högsbo stadsdelsnämndsområde omfattade primärområdena 509 Kaverös, 510 Flatås, 511 Högsbohöjd, 512 Högsbotorp och 516 Högsbo.
Nyckeltalen redovisar statistik som beskriver Göteborg och dess 96 delområden, primärområden, per den 31 december och kan användas för att jämföra de olika områdena. Nedan redovisas uppgifter för primärområdet och jämförelse görs mot uppgifterna för hela kommunen.
|                                     | Högsbo     | Hela Göteborg |
| ----------------------------------- | ---------- | ------------- |
| Folkmängd                           | 16 824     | 500 181       |
| Andel födda i utlandet              | 15,8 %     | 21,4 %        |
| Medelinkomst                        | 206 800 kr | 235 100 kr    |
| Andel familjer med försörjningsstöd | 4,3 %      | 6,3 %         |
| Arbetslöshet                        | 2,6 %      | 3,0 %         |
| Andel bostäder i allmännyttan       | 33,9 %     | 27,7 %        |

| Befolkningsutvecklingen i stadsdelsnämndsområdet 1990–2008 | Befolkningsutvecklingen i stadsdelsnämndsområdet 1990–2008 | Befolkningsutvecklingen i stadsdelsnämndsområdet 1990–2008 | Befolkningsutvecklingen i stadsdelsnämndsområdet 1990–2008 | Befolkningsutvecklingen i stadsdelsnämndsområdet 1990–2008 |
| ---------------------------------------------------------- | ---------------------------------------------------------- | ---------------------------------------------------------- | ---------------------------------------------------------- | ---------------------------------------------------------- |
|                                                            |                                                            |                                                            |                                                            |                                                            |
| År                                                         |                                                            |                                                            | Invånare                                                   |                                                            |
| 1990                                                       | 1990                                                       |                                                            | 16 450                                                     | 16 450                                                     |
| 1995                                                       | 1995                                                       |                                                            | 16 220                                                     | 16 220                                                     |
| 2000                                                       | 2000                                                       |                                                            | 16 302                                                     | 16 302                                                     |
| 2005                                                       | 2005                                                       |                                                            | 16 728                                                     | 16 728                                                     |
| 2006                                                       | 2006                                                       |                                                            | 16 665                                                     | 16 665                                                     |
| 2007                                                       | 2007                                                       |                                                            | 16 645                                                     | 16 645                                                     |
| 2008                                                       | 2008                                                       |                                                            | 16 824                                                     | 16 824                                                     |
| Källa: Statistisk Årsbok Göteborg 2010                     |                                                            |                                                            |                                                            |                                                            |